# Rivera (Uruguay)
Rivera è una cittadina dell'Uruguay, capoluogo dell'omonimo dipartimento. 

## Geografia
Rivera è situata a 500 km a nord dalla capitale Montevideo. Si trova a ridosso della frontiera che divide l'Uruguay dal Brasile. Insieme a Sant'Ana do Livramento, città brasiliana sull'altro lato del confine di stato, forma un unico agglomerato urbano di circa 200 000 abitanti.

## Storia
Nel 1860 con la Legge N° 614 fu istituito il villaggio di Pereira. Nel 1862, sotto la presidenza di Bernardo Prudencio Berro, fu elevata al rango di città e ribattezzata Ceballos. L'obiettivo del governo blanco di Montevideo fu quello di rafforzare la presenza uruguaiana in questa regione dove l'influenza economica e culturale brasiliana era molto forte e sulla quale le mire di espansione di Rio de Janeiro erano tutt'altro che velate. Con la conquista del potere da parte del caudillo Venancio Flores la cittadina fu ribattezzata Rivera, in omaggio al patriota e leader colorado Fructuoso Rivera. Il 1º ottobre 1884 fu proclamata capoluogo di dipartimento.

## Infrastrutture e trasporti
Rivera è la località dove termina la strada 5, una delle principali arterie di comunicazione del paese, che unisce la capitale Montevideo con il nord del Paese e la frontiera con il Brasile.